# Козеллек, Райнхарт
Райнха́рт Козе́ллек (нем.  Reinhart Koselleck; 23 апреля 1923[…], Гёрлиц — 3 февраля 2006[…], Бад-Энхаузен, Северный Рейн-Вестфалия) — немецкий историк, выдающийся теоретик исторической науки. Область его научного интереса — теория истории («историка»), понятийная история, историческая антропология, социальная история, история государства и права.

### Биография
Райнхарт Козеллек родился в учительской семье. Его отец Арно Козеллек (1891—1977) — специалист в области дидактики истории. В 1941 году отец Райнхарта вступил в НСДАП и стал членом Штурмовых отрядов (SA) в звании штурмбаннфюрера. В 1945 году он попал в плен к американцам. После освобождения работал ректором Педагогической высшей школы Ганновера. Мать Райнхарта — Элизабет, урожд. Марханд (1892—1978). Райнхарт имел двух братьев: младший погиб во время бомбардировки союзниками семейного дома, а старший брат — в последние недели войны. Одну из тёток Райнхарта задушили газом во время нацистской кампании по эвтаназии в 1940 году.
В 1934 году 11-летний Райнхарт Козеллек вступил в Гитлерюгенд. В феврале 1941 года он за два месяца до своего 18-летия добровольцем поступил на военную службу в Вермахт. Воевал на Восточном фронте. В 1942 году немецкий артиллерийский фургон раздавил ему стопу на марше к Сталинграду, и Козеллек по причине ранения был отправлен домой, избежав участия в Сталинградской битве. Но в последние месяцы войны его опять призвали на Восточный фронт. Подразделение Козеллека воевало против Красной армии в Моравии. 9 мая 1945 года советские войска взяли его в плен, и он, вместе с тысячами других немецких военнопленных, в течение двух дней прошёл пешим маршем до Освенцима. Там он принял участие в демонтаже химических заводов IG Farben, которые перевезли в Советский Союз на повторную сборку. Несколько недель спустя Козеллек вместе с другими военнопленными был доставлен в Караганду — промышленный шахтерский город, построенный депортированными и заключенными. «Карагандинская область, территория размером почти с Францию, была мрачным местом с суровой холодной зимой и жестокой летней жарой, усеянным лагерями ГУЛАГа, включая отдельные лагеря для немецких и японских военнопленных». В степи Центрального Казахстана переселяли русских немцев, а также представителей других национальных меньшинств. Военнопленные содержались преимущественно в Спасском лагере Карлага.
После 15 месяцев пребывания в Караганде и очередной операции лагерный врач признал пленного Козеллека нетрудоспособным, но в то же время и достаточно здоровым для транспортировки домой. Козеллек был освобожден из лагеря военнопленных. В сентябре 1946 года он прибыл в Германию на границу между Польшей и советской зоной, где ему вручили экземпляр «Коммунистического манифеста» (1848) Карла Маркса и Фридриха Энгельса. Затем во французской зоне, где теперь жила его семья, американские баптисты вручили ему Библию. Здесь же его ненадолго арестовала полиция, приняв за бродягу. Когда Козеллек наконец прибыл домой, его отец вежливо попросил гостя представиться — он не узнал собственного сына.
В 1947 году Козеллек приступил к учёбе. В 1947—1953 годах он был студентом Гейдельбергского и Бристольского университетов. Среди его преподавателей были Хайдеггер, К. Шмитт, Х. Г. Гадамер, А. Вебер, К. Лёвит, В. Конце и др. В 1954 году защитил диссертацию в Гейдельберге. В 1954—1956 годах — приглашённый преподаватель в Бристольском университете. В 1960—1965 годах Козеллек участвует в рабочей группе исследователей социальной истории современности в Гейдельберге (Arbeitskreis für moderne Sozialgeschichte de:Arbeitskreis für moderne Sozialgeschichte), а в 1986 году становится её руководителем. В 1966 году Козеллеку предлагают должность профессора политических наук в Рурском университете в Бохуме. В 1968 году он возвращается в Гейдельбергский университет, в котором теперь преподаёт новейшую историю. В 1973 году возглавляет кафедру теории истории (сейчас: Zentrum für Theorien in der historischen Forschung) в основанном в 1969 году новом «реформаторском» университете Билефельда. «Реформаторские» университеты преследовали цель демократизации немецкого элитного образования. Козеллек вошёл в учредительный консультативный совет Билефельдского университета, в котором он мог определять структуру и развивать концепцию нового вуза. Кроме того, он активно участвует в работе университетского Центра междисциплинарных исследований (ZiF), директором которого он становится в 1974 году. Ориентировка на междисциплинарость полностью соответствует его научным склонностям и интересам. После выхода на пенсию в 1988 году Козеллек читает лекции в качестве приглашённого профессора в Берлине, Токио, Париже, Чикаго, Колумбийском университете Нью-Йорка, Будапеште.

### Научная деятельность
В 1954 году Козеллек защитил в Гейдельберге свою докторскую работу «Критика и кризис. Исследование политических функций дуалистического представления о мире в XVIII столетии» («Kritik und Krise. Eine Untersuchung der politischen Funktion des dualistischen Weltbildes im 18. Jahrhundert» de:Kritik und Krise), которая в 1959 году вышла в виде книги. В книжной версии, однако, его диссертация получила подзаголовок «Исследование к патогенезу буржуазного мира» («Eine Studie zur Pathogenese der bürgerlichen Welt»). Резкой критике докторскую работу Козеллека подверг немецкий философ Юрген Хабермас, указавший на то, что «культурно-пессимистическая критика» Козеллека в конечном счёте подрывает саму себя. Хабермас упрекает Козеллека в том, что он как прилежный школьник следует своему учителю Карлу Шмитту, который в годы гитлеровского правления симпатизировал нацистам. Хабермас с сарказмом замечает: «По крайней мере мы благодарны Козеллеку за то, что можем узнать, каким образом Карл Шмитт… оценивает ситуацию сегодня» («Immerhin sind wir dankbar zu erfahren, wie Carl Schmitt […] die Lage heute beurteilt»). Позже Хабермас устранил это высказывание из своей рецензии. В 1976 году Хабермасу и Козеллеку пришлось стать соавторами одного и того же сборника «Семинар: история и теория: набросок историки», который был подготовлен Гансом Михаэлем Баумгартнером и Йорном Рюзеном. Свои статьи в нём, кроме Хабермаса и Козеллека, опубликовали такие известные авторы, как Генрих Риккерт, Исайя Берлин, Кристиан Майер и Никлас Луман. Специалист по Канту Ганс Михаэль Баумгартнер предпринял здесь интересную попытку обосновать концепцию трансцендентальной историки (см. ст.: «Thesen zur Grundlegung einer Transzendentalen Historik»), до сих пор не оценённую теоретиками истории. В России модель трансцендентальной историки до настоящего момента остаётся практически неизвестной. Райнхарт Козеллек опубликовал в сборнике свою статью «Для чего ещё история?» («Wozu noch Historie?» ).
Козеллек, однако, не только участвовал в издании коллективных трудов, но и издавал сборники собственных работ, которые имели, скорее, характер эссе. При жизни ему удалось выпустить в свет два сборника своих эссе: «Vergangene Zukunft», 1979  («Прошедшее будущее») и «Zeitschichten. Studien zur Historik», 2000  («Слои времени. Исследования к историке»). После смерти Козеллека были изданы ещё два сборника его статей: «Begriffsgeschichten», 2006  («Понятийные истории») и «Vom Sinn und Unsinn der Geschichte. Aufsätze und Vorträge aus vier Jahrzehnten», 2010  («О смысле и бессмысленности истории. Работы из четырёх десятилетий»). Козеллек за свою жизнь издал всего две монографии. Первой стала его вышеупомянутая докторская работа «Критика и кризис», которая в Германии издавалась трижды: в 1959, 1973 и 2010 годах. Вторая монография вышла в 1965 году под заголовком: «Пруссия между реформой и революцией» («Preussen zwischen Reform und Revolution»). Второе издание этой книги было предпринято в 1967 году . Но широкую известность Козеллек приобрёл благодаря не своим монографиям, а изданному с его активным участием словарю «Основные исторические понятия: исторический лексикон политического и социального языка в Германии» («Geschichtliche Grundbegriffe: Historisches Lexikon zur politisch-sozialen Sprache in Deutschland»de:Geschichtliche Grundbegriffe). Восемь томов исторического лексикона издавались в течение 25 лет с 1972 по 1997 год в штутгартском издательстве «Klett-Cotta Verlag». Лексикон немецких специалистов оказался инновационным и уникальным проектом, объединившим десятки ученых самых различных дисциплин и направлений, которые совместными усилиями всесторонне реконструировали и описали процесс эволюции основных общественных понятий немецкого языка от античности и до XX столетия. Козеллек является не только одним из редакторов лексикона (кроме него в состав редакции входили Отто Бруннер и Вернер Конце), но и соавтором (напр., ст.: «Geschichte, Historie»), а также автором (напр., ст.: «Fortschritt») его статей. Некоторые статьи исторического лексикона легко переходили границу в 100 страниц, достигая таким образом объёма солидной монографии, что для энциклопедий и словарей не является типичным. Внимание специалистов привлёк, однако, не только объём публикуемых статей, но и их оригинальные, основательно проработанные, содержащие указания на сотни источников тексты междисциплинарного характера. В 2014 избранные статьи лексикона были переведены на русский язык и изданы двухтомником в издательстве «Новое Литературное Обозрение (НЛО)». Русскоязычный сборник исторических понятий является совместным проектом (STUDIA EUROPAEA) Германского исторического института в Москве  и издательства НЛО. Переводчиками и составителями русскоязычной версии словаря являются Юрий Зарецкий, Кирилл Левинсон и Ингрид Ширле. Именно долговременные проекты (исторический лексикон, сборники статей) позволили Козеллеку обосновать новое направление в исторической науке («Begriffsgeschichte»), а также оставить свой заметный след в исследованиях по теории и методологии истории (нем. «Historik»). Кроме Козеллека свой вклад в развитие этой, берущей своё начало от Дройзена, дисциплины внёс и Рюзен, издавший свою трёхтомную работу «Основы историки».

### Основные направления исследовательской работы

#### Begriffsgeschichte
Инициированный Козеллеком исторический лексикон основных понятий современного политического и социального языка дал мощный толчок возникновению и развитию нового направления в исторической науке — Begriffsgeschichte («история понятий»). Козеллека по праву считают основателем этой плодотворной исторической школы, возможности и потенциал которой вначале не смогли оценить даже известнейшие немецкие историки. Известный немецкий историк Ганс-Ульрих Велер (Hans Ulrich Wehler) ещё в 1979 году предупреждал Козеллека, что история понятий уже «в среднесрочной перспективе заведёт в тупик». С особым скепсисом представители т. н. социальной истории (Sozialgeschichte), от имени которой и говорил Велер, отнеслись к козеллековским «коллективным сингулярам» (Kollektivsingualar), подозревая его в попытке возродить, как они считали, оставшуюся в прошлом «историю идей». Известнейшим коллективным сингуляром Козеллека является понятие «история» («Geschichte, Historie»), которое он исследовал во втором томе исторического лексикона. Этот анализ Козеллека до сих пор сохранил свою актуальность. Инновационный подход Козеллека к истории человеческой мысли был поддержан философами, которые стали параллельно (с 1971 по 2005 год) издавать свой 12-томный исторический словарь по истории философских понятий и терминов (Historisches Wörterbuch der Philosophie). Редакторами философского словаря были Иоахим Риттер, Карлфрид Грюндер и Готфрид Габриэль. Значительный вклад в исследование понятийной истории внёс Г.-Х. Гадамер, который рассматривал её из герменевтической перспективы. Сегодня история понятий, взяв на себя функции исторической семантики, перестала быть только «историей понятий». Историческая семантика исследует самые разнообразные культурные коды: «языки и языковые акты, дискурсы, изображения, ритуалы», а также знаки, символы и следы. И в то же время история понятий продолжает традиционную, обоснованную Козеллеком, линию интерпретации основных терминов современного научного языка. В широком смысле слова его теория понятий является также теорией истории (Theoriegeschichte). Тот факт, что понятийная история не только описывает историю слов, терминов, идей, концепций, убеждений и представлений, но и сама имеет свою, довольно сложную и богатую историю, навёл Эрнста Мюллера и Фалька Шмидера на мысль — изложить её, по возможности, всесторонне, что они и сделали в своей вышедшей в 2016 объёмной книге «История понятий и историческая семантика». В русскоязычном пространстве рефлексией об истории понятий занимался Н. Е. Копосов. В научных кругах Козеллек приобрёл широкую известность и признание не только благодаря историческому лексикону, но и изданию своих элегантных теоретических эссе, которые публиковались им в течение нескольких десятилетий, образовав со временем фундамент его историки (Historik) — дисциплины, которая теоретически была обоснована ещё в XIX столетии Й. Г. Дройзеном .

#### Историка
Козеллековская модель историки в отличие от её дройзеновской модели преследует цель выяснения «условий возможных историй» («Bedingungen möglicher Geschichten»). Именно эта цель красной нитью проходит через все его историко-теоретические работы. Основу козеллековской модели историки образуют три ключевых понятия: (1) Erfahrung (ОПЫТ), (2) Oppositionsbegriffe («ОППОЗИЦИОННЫЕ ПАРЫ» понятий), (3) Zeit der Geschichte (ВРЕМЯ ИСТОРИИ). В русском переводе козеллековская интерпретация этих понятий была изложена в вышедшей в 2022 году книге А. Буллера «Следы и слои времени (со статьями Райнхарта Козеллека)». Коротко об этих трёх ключевых понятиях теории истории Козеллека:
(1) Козеллек одним из первых обратил внимание на исключительную роль человеческого опыта (нем. Erfahrung) в процессе конституирования человеческих историй, открыв в этом понятии одновременно и теоретическую, и методологическую категорию. В истории он видел прежде всего основанную на опыте науку («Erfahrungswissenschaft»). С понятием «опыт» тесно связаны и такие козеллековские категории как «Erfahrungsraum» («пространство опыта») и «Erwartungshorizont» («горизонт ожиданий»). Козеллек по праву утверждает, что любая история рождается в пространстве как конкретного опыта, так и определённого горизонта ожиданий, а потому должна анализироваться теорией истории с точки зрения этих категорий.
(2) Конституирующими условиями любых историй являются, по мнению Козеллека, т. н. «оппозиционные пары» понятий. В этих понятийных парах Козеллек обнаружил «внеязыковые» или даже «предязыковые» предпосылки исторического знания. Речь идёт о таких категориях оппозиционных пар как «друг—враг», «слуга—господин» или же «неизбежность смерти—возможность смерти» и др. Эти «оппозиционные пары», по мнению Козеллека, не только сопровождали человека на протяжении всей его истории, но и являлись её важными предпосылками. По этой причине он видит в них как трансцендентальные, так и антропологические «условия возможных историй». Козеллек говорит о «трансцендентально-антропологических структурах» истории, исследовать которые в состоянии лишь философская дисциплина историка. В этой связи он ставит также вопрос об отношении историки к герменевтике и приходит к выводу, что историка принципиально независима от герменевтики. Но это вовсе не означает, что она в состоянии обойтись без последней. Подобную возможность Козеллек принципиально отрицает, ибо никакая история, как он по праву заявляет, не существует вне языка и без языка. В этом смысле также герменевтика является одним из важнейших «условий возможных историй».
(3) Специфически козеллековским понятием является термин «Sattelzeit». В немецко-язычном пространстве этот термин обозначает совершённый между 1750 и 1850 годами переход европейского общества от премодерна к модерну. В этот важный в истории человечества период сформировались не только современные науки, но и были заложены предпосылки для развития индустриального общества. Указывая на эти — переходные и переломные — эпохи категория «Sattelzeit» таким образом структурирует историческое время, в котором имеет место как монотонное/повторяющееся, так и скачкообразное/революционное развитие. Идея прогресса («Fortschrittsidee») основывается на противопоставлении однообразного и скачкообразного времени. Именно эта идея сделала возможной констатацию «одновременности неодновременного»(«Gleichezeitigkeit des Ungleichzeitigen») или «неодновременности одновременного» («Ungleichezeitigkeit des Gleichzeitigen») в историческом развитии. Особенность временных категорий заключается в том, что они позволяют историку не только хронологизировать историческое развитие, но и наполнить его смыслом. Немецкий мыслитель Вильгельм фон Гумбольдт заявил ещё в 1821 году в своей работе «О задаче историописателя» («Über die Aufgabe des Geschichtsschreibers», 1821) , что главной задачей историка является поиск «смысла действительности» («Sinn für die Wirklichkeit»). Козеллек стремился на протяжении всей своей жизни раскрыть и объяснить смысл исторической действительности.
Существует и ещё одна «оппозиционная пара» понятий, которая имеет временно́й характер и потому исследуется здесь. Речь идёт о понятийной паре «раньше»—"позже", выполняющей в теории истории, скорее, эпистемологическую функцию. Именно эта «оппозиционная пара» позволяет событию превратиться в рассказ. Ведь без временно́го различия между «раньше» и «позже» ни одно событие не смогло бы стать историей. При этом Козеллек осознаёт, что не только событийные, но и нарративные процессы протекают во времени. По этой причине он, и в этом заключается его исключительная заслуга, начинает исследовать не только время событийной истории, но и время историописания Любой опыт, включая историографический опыт рождается во времени, фиксируется и подтверждается (или отвергается) им, утверждает Козеллек. Опыт, таким образом, служит не только средством познания прошлого, но и легитимации будущего, о чём свидетельствует наполненное идеологическим смыслом понятие «прогресс» («Fortschritt»). Любая идея прогресса базируется на опыте определённого прошлого, которое служит своего рода платформой для смелого прыжка в будущее. Исходя отсюда прогресс, несомненно, является «историко-перспективным» понятием («historischer Perspektivbegriff»), которое содержит в себе представления и о будущем, и о прошлом.

### Признание
Козеллек умер 3 февраля 2006 года в возрасте 83 лет. Через три дня после его смерти с эмоциональной речью «Прощание с Райнхартом Козеллеком» выступил его ученик проф. университета Бохум Лучиан Хёльшер (Lucian Hölscher: «Abschied von Reinhart Koselleck») . Смерть настигла Козеллека в мирном курортном городе Бад Энхаузен, ровно через 60 лет после его освобождения из карагандинского лагеря военнопленных. Тот факт, что ему удалось выжить, пройдя через войну и плен, возможно, является случайностью. Но, как это нам продемонстрировал сам Козеллек, именно «случайности» («Zufälle») иногда играют в человеческой истории решающую и определяющую роль . Без случайностей мы не имели бы и закономерностей. В этом смысле также эти две категории «случайность»—"закономерность" образуют собой «оппозиционную пару» понятий, а потому являются «условиями возможных историй».
Количество изданных Козеллеком трудов невелико, однако, именно эти немногочисленные труды произвели настоящую революцию в исторической науке, позволив поставить Козеллека в один ряд с такими выдающимися мыслителями как Мартин Хайдеггер, Карл Ясперс, Карл Лёвит, Ханс-Георг Гадамер, Ханс Блюменберг, Норберт Элиас и Зигфрид Кракауэр. Документы, работы, рукописи, книги и фотографии всех вышеперечисленных личностей хранятся сегодня в Немецком литературном архиве города Марбах (место рождения немецкого поэта Фридриха Шиллера). Несмотря на свои грандиозные размеры (10 607 книг) «библиотека Козеллека» является лишь небольшой частью хранящегося в Марбахе громадного собрания принадлежащих различным мыслителям XX столетия тематических источников по истории литературы, исторической науки, философии, теологии, социологии, психологии, антропологии и права , причём частью не только в архивном, но и в культурном смысле, поскольку работы Козеллека невозможно рассматривать отдельно от трудов таких его современников как Хайдеггер, Ясперс или Гадамер.
Кроме книг архив Козеллека содержит тысячи, сделанных им собственноручно, фотографий самых различных европейских памятников жертвам мировых войн . Козеллек был страстным фотографом. Тема войны, опыт которой ему пришлось пережить лично, доминировала его историческую рефлексию на протяжении всей его жизни. Козеллек постоянно возвращался к этой теме, анализируя её из различных перспектив. Опыт войны являлся для него таким опытом, который невозможно передать («Das sind alles Erfahrungen, die nicht übertragbar sind»). Личный опыт действительно невозможно передать, но вполне возможно к нему прикоснуться, узнать и понять его. В центре его рефлексии о войне находились проблемы коллективной и индивидуальной памяти, насильственной смерти, скорби и почитания, иерархии жертв, а также отношения между победителями и побеждёнными. Особенно Козеллека волновала культура воспоминаний о войне, центральной проблемой которой, как он считал, является проблема «иерархии жертв». Когда в Германии во второй половине 1990-х годов разгорелась дискуссия по поводу проекта Мемориала жертвам Холокоста в Берлине Козеллек в своём интервью журналу DER SPIEGEL задал вопрос: «Где остались миллионы убитых русских, уничтоженных поляков, устранённых гомосексуалистов, отравленных газом инвалидов… Миллионы убитых русских остались безымянными, потому что Сталин дискриминировал их как предателей и, если они выживали, то тогда их ссылали в советские лагеря. По сей день эти люди подвергаются остракизму». Проблема военных памятников для него, таким образом, была одновременно и проблемой, находящейся под влиянием идеологических и политических факторов коллективной памяти.
Козеллек оказал сильнейшее воздействие на социальные, исторические и гуманитарные науки в Европе и США, его труды переведены на многие европейские языки. Хейден Уайт называл Козеллека «одним из самых значительных теоретиков истории и историографии последних пятидесяти лет». По его мнению, идеи учёного имели чрезвычайно важное значение «для начала диалога между историками и лингвистами». Козеллек — почетный доктор Амстердамского университета (1989), университета Париж-VII (2003), университета Тимишоары (2005), почетный член Академии наук Венгрии (1998). Он получил премию Зигмунда Фрейда за научную прозу (1999), а также премию г. Мюнстера за вклад в развитие исторической науки (2003). С 2018 года в университете Билефельда существует гостевая профессура имени Райнхарта Козеллека (Reinhart-Koselleck-Gastprofessur der Universität Bielefeld ), на которую приглашаются известнейшие специалисты в области теории исторического познания. Первым гостевым профессором стал француз Франсуа Артог, а в 2021 году ― американский исследователь Итан Клейнберг. Немецкое научное исследовательское общество (DFG) финансирует в соответствии программой «Проекты Райнхарта Козеллека» целый ряд исследовательских проектов в самых различных научных областях науки, поддерживая таким способом талантливых учёных и их инновационные исследования. Именно в этих, названных именем Козеллека или же посвящённых ему программах, проектах, профессурах, конференциях и семинарах продолжает реализовывать себя его ориентированное на «прошлое нашего будущего» наследие.

## Труды и переводы

#### Работы Козеллека
- Preußen zwischen Reform und Revolution. Allg. Landrecht, Verwaltung u. soziale Bewegung von 1791—1848. Heidelberg, 1965 ISBN 3-12-905050-7
- Kritik und Krise — Eine Studie zur Pathogenese der bürgerlichen Welt. Frankfurt/Main, 1973. ISBN 3-518-07636-1
- Vergangene Zukunft — Zur Semantik geschichtlicher Zeiten. Frankfurt/Main, 1979. ISBN 3-518-06410-X
- Europa im Zeitalter der europäischen Revolutionen. Frankfurt/Main, 1982. ISBN 3-596-60026-X
- Der politische Totenkult: Kriegerdenkmäler in der Moderne. Münster, 1994. ISBN 3-7705-2882-4
- Goethes unzeitgemäße Geschichte. Heidelberg, 1997. ISBN 3-925678-67-0
- Expérience de l’Histoire. Paris, 1997. ISBN 2-02-031444-4
- Zur politischen Ikonologie des gewaltsamen Todes. Ein deutsch-französischer Vergleich. Basel, 1998. ISBN 3-7965-1028-0
- Europäische Umrisse deutscher Geschichte. Zwei Essays. Heidelberg, 1999. ISBN 3-925678-86-7
- The Practice of Conceptual History: Timing, History, Spacing Concepts. Stanford, 2002. ISBN 0-8047-4022-4
- Zeitschichten. Studien zur Historik. Frankfurt/Main, 2000. ISBN 3-518-29256-0
- Geschichtliche Grundbegriffe: Historisches Lexikon zur politisch sozialen Sprache in Deutschland / Hg. O. Brunner, W. Conze, R. Koselleck. Bd. 1-8. — Stuttgart: Klett-Cotta, 2004. — ISBN 978-3-608-91500-6.
- Begriffsgeschichten. Frankfurt/Main, 2006. ISBN 3-518-58463-4
- Vom Sinn und Unsinn der Geschichte. Aufsätze und Vorträge aus vier Jahrzehnten. Hrsg. von Carsten Dutt. Suhrkamp, Berlin 2010. ISBN 978-3-518-58539-9
- Erfahrene Geschichte. Zwei Gespräche mit Carsten Dutt. Winter, Heidelberg 2013. ISBN 978-3-8253-6278-2.

#### Переводы и интерпретации на русском языке
- Социальная история и история понятий. Исторические понятия и политические идеи в России XVI—XX века. Вып. 5. СПб: Алетейя, 2006. С. 33-53.
- Козеллек Р. Можем ли мы распоряжаться историей? (Из книги «Прошедшее будущее. К вопросу о семантике исторического времени»). Отечественные записки. 2004. No 5. С. 226—241
- Козеллек Р. Теория и метод определения исторического времени. Логос: журнал по философии и прагматике культуры. 2004. No 5 (44). С. 97-130.
- Козеллек Р. Социальная история и история понятий. Исторические понятия и политические идеи в россии XVI—XX века. Сб. науч. работ. 2006. С. 33-53.
- Козеллек Р. К вопросу о темпоральных структурах в историческом развитии понятий. История понятий, история дискурса, история метафор. Сб. ст. под ред. Х. Э. Бёдекера. Пер. с нем. М., 2010. С. 21-33.
- Словарь основных исторических понятий. Избранные статьи. В 2-х томах. Пер. с нем. К. Левинсон, ред. Ю. Арнаутова. Москва: «Новое Литературное Обозрение», 2014 (Серия STUDIA EUROPAEA). ISBN 978-5-4448-0206-9
- Буллер А. Следы и слои времени (со статьями Райнхарта Козеллека). СПб. и М.: «Центр гуманитарных инициатив», 2022. C. 131—199. ISBN 978-5-98712-286-0